# Saint-Brancher
 (août 2022).
Saint-Brancher est une commune française située dans le département de l'Yonne en région Bourgogne-Franche-Comté.

## Géographie
Saint-Brancher est située à  17 km d'Avallon et 6 km de Quarré-les-Tombes, aux portes du Morvan.

### Villages, hameaux, lieux-dits, écarts
Hameaux
- Villiers-Saint-Nonains, Auxon, les Metairies et Saint-Aubin.

Lieux-dits
- Les Bues -  Le Colombier  -  La Garenne  -  Champs de l'écureuil  - Les Tanières  -  Les Tanières de Tremblants -

### Climat
Pour des articles plus généraux, voir Climat de la Bourgogne-Franche-Comté et Climat de l'Yonne.
En 2010, le climat de la commune est de type climat des marges montargnardes, selon une étude du Centre national de la recherche scientifique s'appuyant sur une série de données couvrant la période 1971-2000. En 2020, Météo-France publie une typologie des climats de la France métropolitaine dans laquelle la commune est exposée à un climat océanique altéré et est dans la région climatique  Lorraine, plateau de Langres, Morvan, caractérisée par un hiver rude (1,5 °C), des vents modérés et des brouillards fréquents en automne et hiver. 
Pour la période 1971-2000, la température annuelle moyenne est de 10 °C, avec une amplitude thermique annuelle de 15,8 °C. Le cumul annuel moyen de précipitations est de 952 mm, avec 13,2 jours de précipitations en janvier et 8,9 jours en juillet. Pour la période 1991-2020, la température moyenne annuelle observée sur la station météorologique de Météo-France la plus proche, « Saint-Léger-Vauban », sur la commune de Saint-Léger-Vauban à 5 km à vol d'oiseau, est de 10,2 °C et le cumul annuel moyen de précipitations est de 1 148,1 mm. 
La température maximale relevée sur cette station est de 40,2 °C, atteinte le 25 juillet 2019 ; la température minimale est de −23,5 °C, atteinte le 9 janvier 1985,,. 
Les paramètres climatiques de la commune ont été estimés pour le milieu du siècle (2041-2070) selon différents scénarios d'émission de gaz à effet de serre à partir des nouvelles projections climatiques de référence DRIAS-2020. Ils sont consultables sur un site dédié publié par Météo-France en novembre 2022.

## Urbanisme

### Typologie
Au 1er janvier 2024, Saint-Brancher est catégorisée commune rurale à habitat dispersé, selon la nouvelle grille communale de densité à sept niveaux définie par l'Insee en 2022.
Elle est située hors unité urbaine. Par ailleurs la commune fait partie de l'aire d'attraction d'Avallon, dont elle est une commune de la couronne,. Cette aire, qui regroupe 74 communes, est catégorisée dans les aires de moins de 50 000 habitants,.

### Occupation des sols
L'occupation des sols de la commune, telle qu'elle ressort de la base de données européenne d’occupation biophysique des sols Corine Land Cover (CLC), est marquée par l'importance des territoires agricoles (72,9 % en 2018), une proportion sensiblement équivalente à celle de 1990 (73,1 %). La répartition détaillée en 2018 est la suivante : 
prairies (57,6 %), forêts (27,1 %), zones agricoles hétérogènes (15,4 %). L'évolution de l’occupation des sols de la commune et de ses infrastructures peut être observée sur les différentes représentations cartographiques du territoire : la carte de Cassini (XVIIIe siècle), la carte d'état-major (1820-1866) et les cartes ou photos aériennes de l'IGN pour la période actuelle (1950 à aujourd'hui).

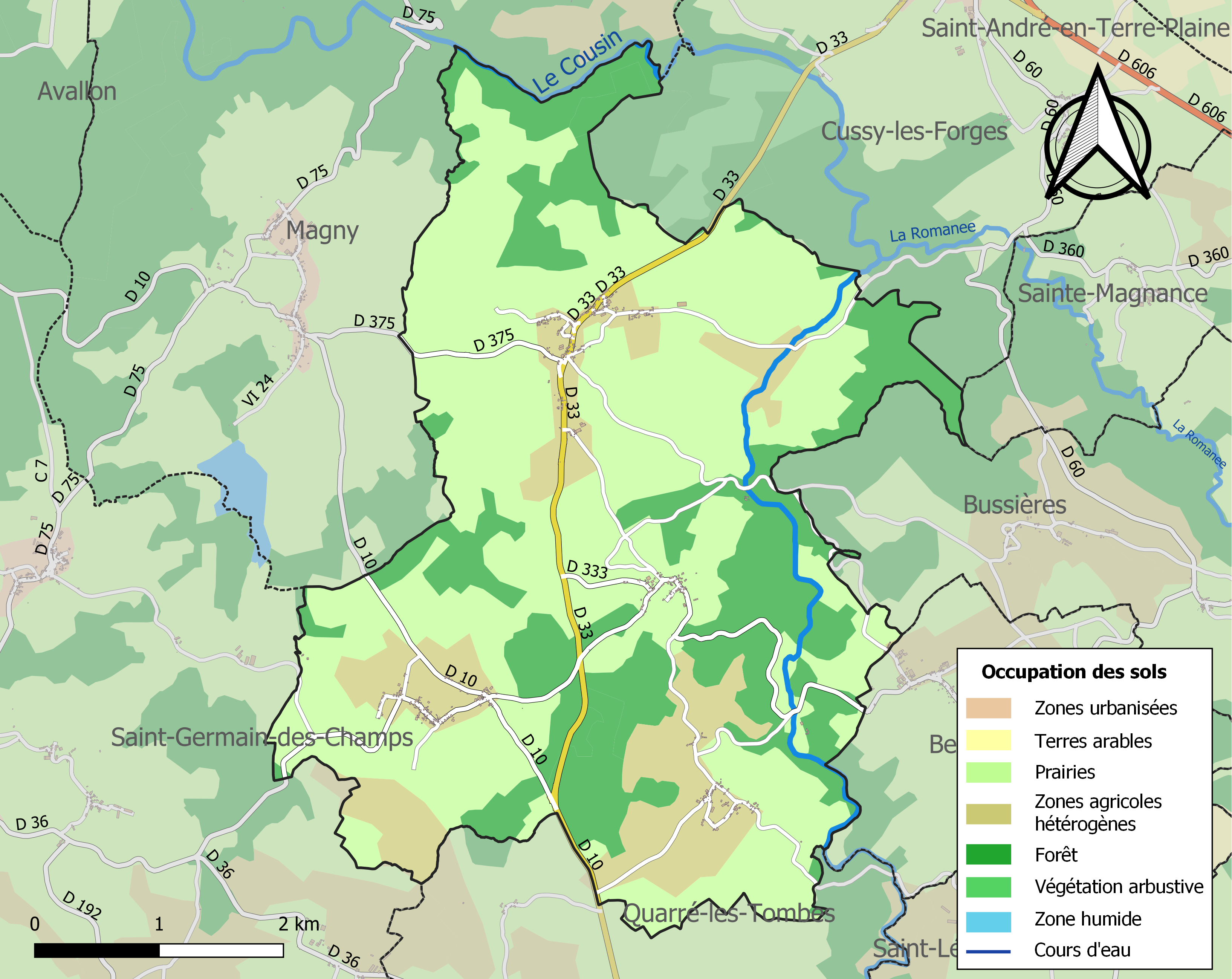
Carte des infrastructures et de l'occupation des sols de la commune en 2018 (CLC).

## Histoire
Les houillères de Sincey creusent un puits de mine entre le hameau de Villiers-Nonains et le cours d'eau du Trinquelin. Il atteint la profondeur de 100 pieds (environ 30,5 m) en novembre 1873. Il est approfondi et pourivi par galerie horizontales qui découvrent de l'anthracite. Ce puits est rapidement abandonné.

## Politique et administration
| Période   | Période  | Identité       | Étiquette | Qualité     |
| --------- | -------- | -------------- | --------- | ----------- |
| vers 1919 | ?        | Alfred Boijard | SFIO      | Agriculteur |
|           |          |                |           |             |
| 1991      | En cours | Joëlle Guyard  | DVG       | Juriste     |

## Démographie
L'évolution du nombre d'habitants est connue à travers les recensements de la population effectués dans la commune depuis 1793. Pour les communes de moins de 10 000 habitants, une enquête de recensement portant sur toute la population est réalisée tous les cinq ans, les populations de référence des années intermédiaires étant quant à elles estimées par interpolation ou extrapolation. Pour la commune, le premier recensement exhaustif entrant dans le cadre du nouveau dispositif a été réalisé en 2005.

En 2022, la commune comptait 277 habitants, en évolution de −5,78 % par rapport à 2016 (Yonne : −1,95 %, France hors Mayotte : +2,11 %).
| 1793 | 1800 | 1806 | 1821 | 1831 | 1836 | 1841 | 1846 | 1851 |
| ---- | ---- | ---- | ---- | ---- | ---- | ---- | ---- | ---- |
| 742  | 654  | 729  | 763  | 857  | 810  | 856  | 839  | 833  |

| 1856 | 1861 | 1866 | 1872 | 1876 | 1881 | 1886 | 1891 | 1896 |
| ---- | ---- | ---- | ---- | ---- | ---- | ---- | ---- | ---- |
| 766  | 780  | 818  | 824  | 888  | 887  | 927  | 858  | 873  |

| 1901 | 1906 | 1911 | 1921 | 1926 | 1931 | 1936 | 1946 | 1954 |
| ---- | ---- | ---- | ---- | ---- | ---- | ---- | ---- | ---- |
| 827  | 817  | 785  | 682  | 636  | 574  | 591  | 553  | 515  |

| 1962 | 1968 | 1975 | 1982 | 1990 | 1999 | 2005 | 2006 | 2010 |
| ---- | ---- | ---- | ---- | ---- | ---- | ---- | ---- | ---- |
| 515  | 454  | 389  | 312  | 316  | 313  | 325  | 327  | 326  |

| 2015 | 2020 | 2022 | - | - | - | - | - | - |
| ---- | ---- | ---- | - | - | - | - | - | - |
| 296  | 280  | 277  | - | - | - | - | - | - |

## Lieux et monuments
- Église Saint-Pancrace. Édifice du XIIe siècle remanié au XIXe siècle. Sont inhumés en cette église César de Fresne, seigneur de Sully décédé le 28 mai 1761, suivant dans la tombe son fils Charles César de Fresne décédé le 24 mars 1761

## Pour approfondir